# Philippe Reinau
Philippe Reinau (* 4. Dezember 1972 in Basel) ist ein Schweizer Künstler, der sich vorwiegend Installationen, Performances sowie der Collage-Technik verschrieben hat.

## Leben
Philippe Reinau wuchs als jüngster von drei Söhnen in einer gutbürgerlichen Familie im Kleinbasel auf und ging dort zur Schule. Nach anfänglich zögerlichem Zugang zur zeitgenössischen Kunst begann er in den 1990er Jahren zuerst eine kaufmännische Grundausbildung. Danach arbeitete er mehrere Jahre für eine Schweizer Grossbank, bis er sich in den 2000er Jahren intensiver mit Zeichnen und Malen beschäftigte und sich mit seinen Vorbildern Klimt, Schiele, Toulouse-Lautrec, Rauschenberg und Johns auseinandersetzte. Von 2006 bis 2008 besuchte er den gestalterischen Vorkurs an der Schule für Gestaltung (SfG) Basel und absolvierte anschließend den Bachelor of Arts in Kunst (2008–2011) sowie den Master of Fine Arts (2011–2013) an der Hochschule für Gestaltung und Kunst (HGK) Basel.

## Teilnahme an Ausstellungen

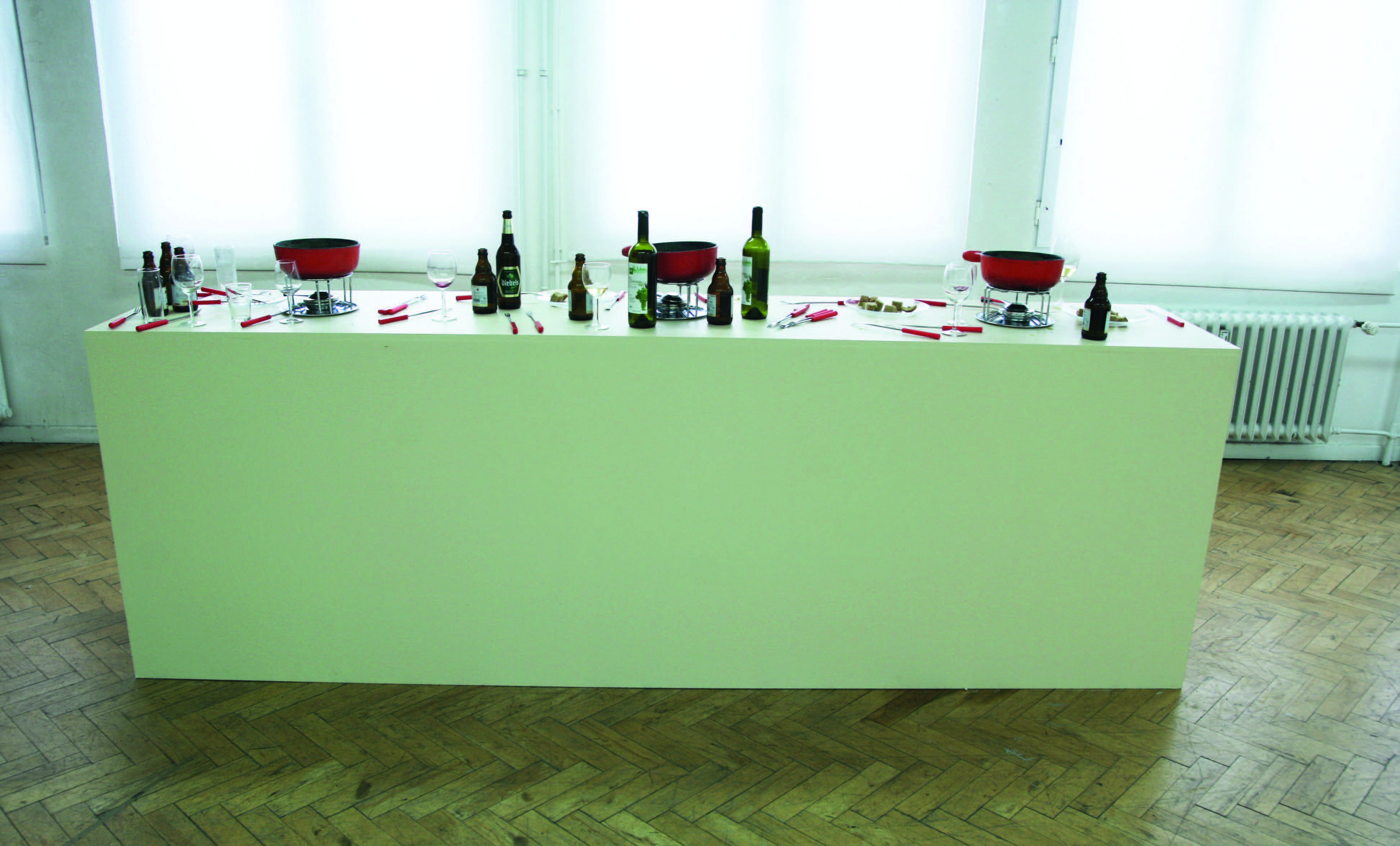
Mahlzeit, Aktion/Installation, Sockel, drei Fondue-Caquelons, Käse, ca. 100x60x300, 2011, Ausgestellt „7“, Kunstverein Duisburg 2011

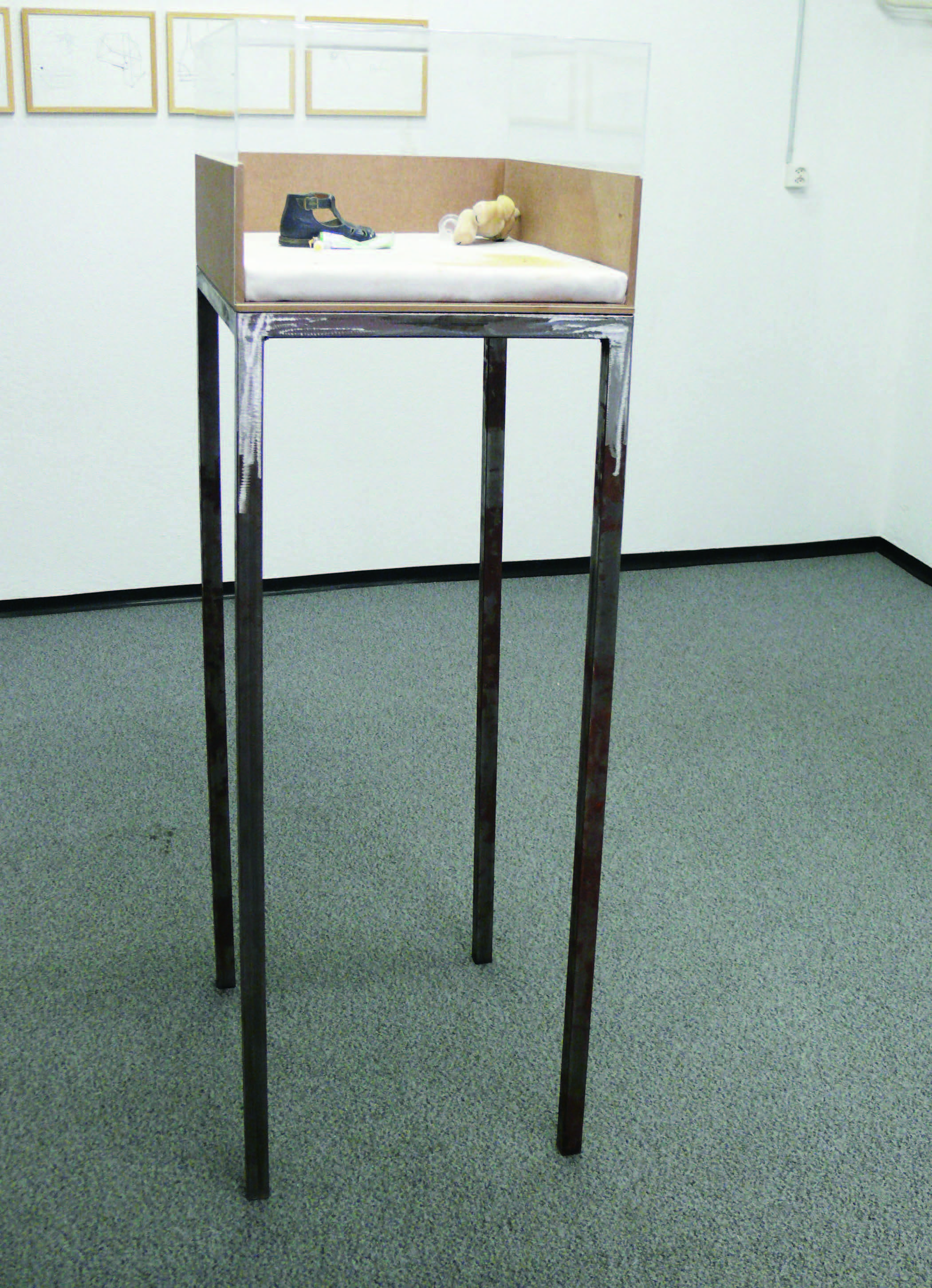
Wickeltisch, Installation Stahl, Holz, Plexi-Glas, Molton, Schuh, Wundsalbe, Teddybär, ca. 150x56x46, 2013, Ausgestellt „Kuckucksnest“, Tom Bola Zürich 2013

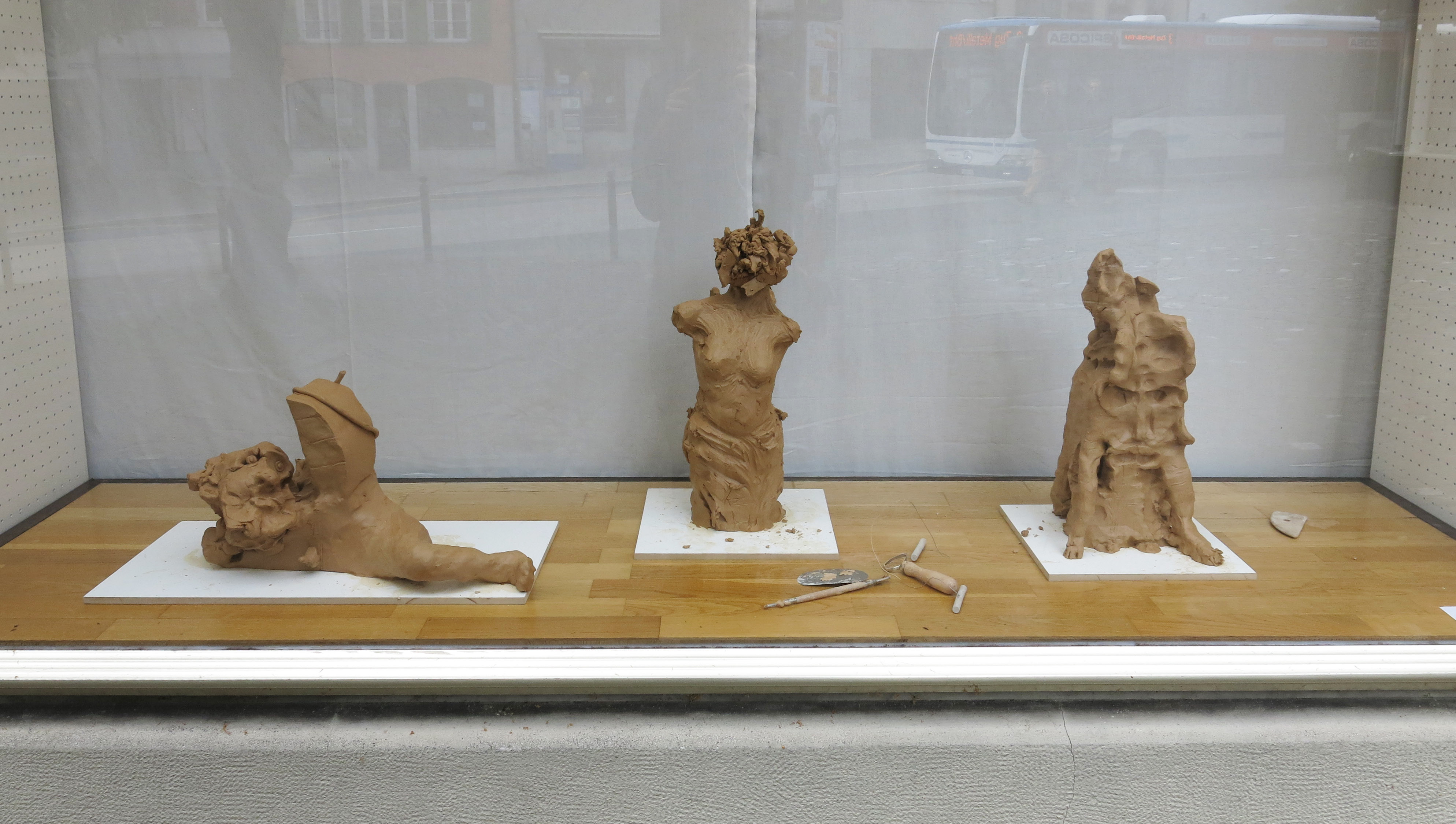
Venus, Nike, Laokoon, Performative Skulptur, 3x ca. 20x20x40, Modellierton (je 10 kg), Modellierwerkzeug, Arbeitstisch, 2014

- 2009: Shift-Festival (Shift in progress), Basel/Münchenstein
- 2009–2010: Jahresausstellungen Institut Kunst, HGK Basel
- 2010: «1294.95 m³ Kunst», M54 Basel[1]
- 2010: «gARTen», Kunstverein Binningen[2]
- 2011: «7» (sieben), Kunstverein Duisburg (D)[3]
- 2011: Diplomausstellung BA of Arts in Kunst, Institut Kunst, HGK Basel
- 2011–2012: Beiträge «Lasso» Magazin No. 2, 3, 4

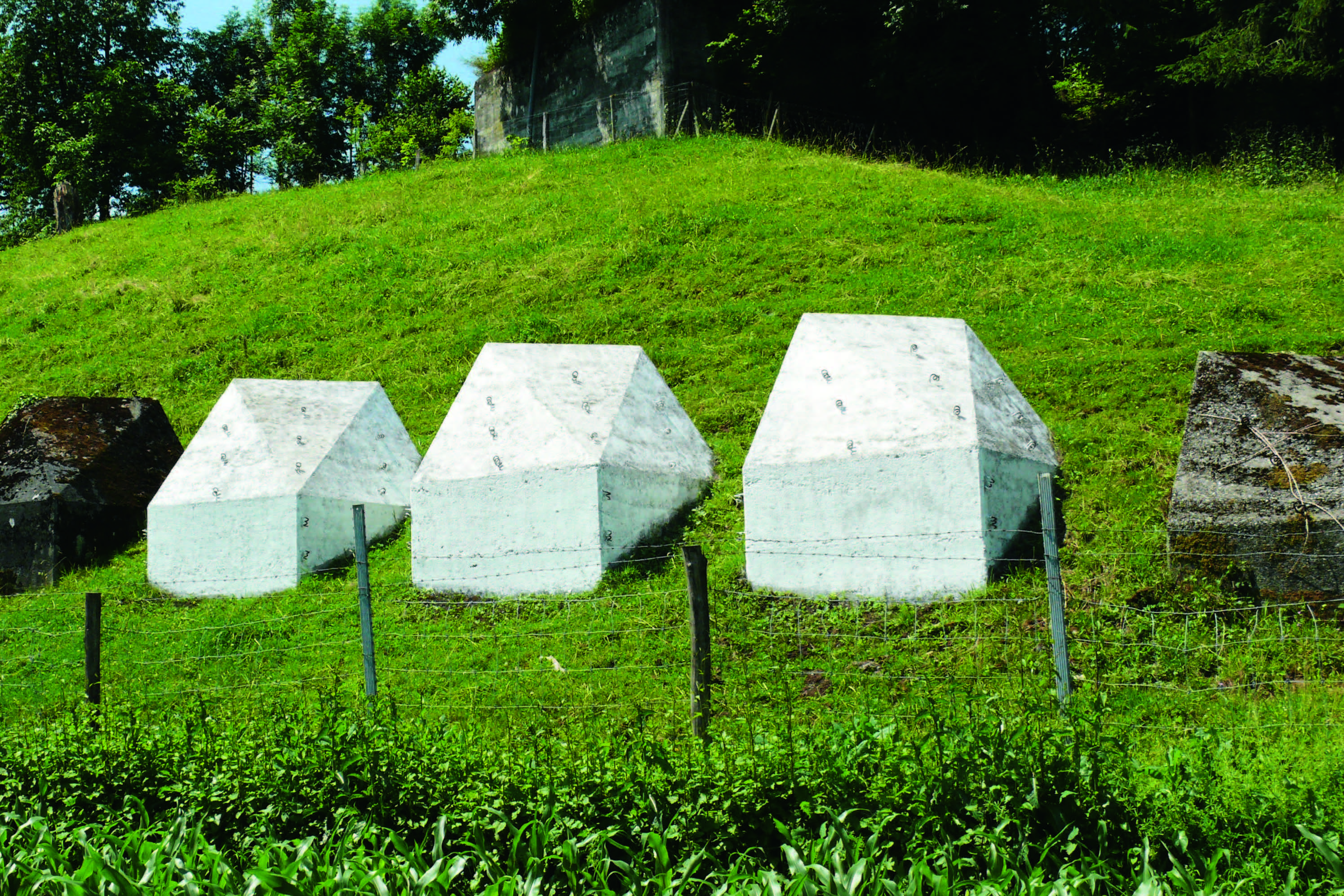
Unschuld, Intervention (Malerei), Kalkfarbe auf Beton, 2012, Ausgestellt in der Ausstellung «Surb und Tal», Kunstverein Surbtal 2012

- 2012: «Kapitel 3: Der Raum», Kasko Basel
- 2012: «Surb und Tal», ein Kunstprojekt des Kunstvereins Surbtal Endingen
- 2012: «no man is an island», Regionale 13 Kunsthaus Baselland Muttenz[4][5]
- 2013: «Kuckucksnest», Tom Bola Zürich
- 2013: «Sol Levitt loves Pancakes», Zip Basel
- 2013: Diplomausstellung MA of Fine Arts Hochschule für Gestaltung und Kunst, Kunsthalle Basel[6]
- 2014: „Burst Sculpture“, Tom Bola, Zürich[7]
- 2014: «Je suis un âne» Performance an der Museumsnacht Basel im Kunst Raum Riehen
- 2014: „Tilt!“, Kunst Raum Riehen[8]
- 2018: «20 Liter» im FAQ Basel[9][10]
- 2023: «Oh, eine Fliege»[11] an der Gerbergasse 43, in den Räumlichkeiten von Grimm Kultur&Management GmbH

## Fasnacht
Seit dem Jahr 2011 gestaltet Philippe Reinau die Sujets der Basler Mittwoch-Gesellschaft 1907 an der Basler Fasnacht. Er bedient sich neuer und unkonventioneller Materialien sowie Formen in der Gestaltung von Larven und Laternen, die dadurch an Plastizität und Wirkung gewinnen. Seine Züge in der Regel von handlungsbetonten Performances begleitet, meistens von ihm als Künstler selbst ausgeführt.